# Джон Генд (веслувальник)
Джон Генд (англ. John Hand, 14 червня 1902 — 7 липня 1967) — канадський академічний веслувальник.
Бронзовий призер Олімпійських Ігор 1928 року в складі вісімки.